# NetBeans
NetBeans és un entorn de desenvolupament integrat de codi obert, lliure i gratuït, fet principalment per al llenguatge de programació Java. Existeix a més un nombre important de mòduls per estendre'l.
NetBeans és un projecte de gran èxit amb una gran base d'usuaris, una comunitat en constant creixement i amb prop de 100 socis a tot el món. Encara que la primera versió va ser escrita en C++ orientada a Unix, com un projecte d'estudiants anomenant-se Xelfi (Delfi per uniX), posteriorment, ja va ser reescrit a Java. En el 1999 va ser adquirit per Sun MicroSystems i va fundar el projecte el juny de l'any 2000 ja concebut com IDE, continua sent-ne el patrocinador principal.
La plataforma NetBeans permet desenvolupar les aplicacions a partir d'un conjunt de components de programari anomenats mòduls. Un mòdul és un arxiu Java que conté classes java escrites per interaccionar amb les API de NetBeans i un arxiu especial, el manifest file, que ho identifica com a mòdul. Les aplicacions construïdes a partir de mòduls es poden estendre agregant-li nous mòduls. Aquesta modularitat facilita el desenvolupament de programari entre diversos programadors, simplificant enormement la creació de grans programes de forma distribuïda.